# Daniel Rickardsson
Daniel Rickardsson (n. 15 martie 1982, Hudiksvall, Comitatul Gävleborg, Suedia) este un schior de fond suedez, medaliat olimpic. A participat la 2 ediții ale Jocurilor Olimpice (2010, 2014) în care a câștigat două medalii de aur și o medalie de bronz.